# Lijst van burgemeesters van Bleiswijk
Dit is een lijst van burgemeesters van de voormalige Nederlandse gemeente Bleiswijk in de provincie Zuid-Holland. Per 1 januari 2007 is de gemeente opgeheven en opgegaan in de nieuwe gemeente Lansingerland.
| Ambtsperiode | Naam burgemeester                             | Partij of stroming | Bijzonderheden |
| ------------ | --------------------------------------------- | ------------------ | --- |
| 1804-1836    | J. van Waning                                 |                    | Vanaf 1804 baljuw van de Hoge Heerlijkheid Bleiswijk, schout en secretaris van het ambacht Bleiswijk en notaris. Vanaf 1811 maire van Bleiswijk en Moerkapelle, vanaf 1817 schout van Bleiswijk en vanaf 1825 burgemeester en secretaris van Bleiswijk en van Moerkapelle. |
| 1836-1843    | J.I. van Waning                               |                    | In dezelfde periode tevens burgemeester van Moerkapelle |
| 1844-1845    | W.H. Vogel                                    |                    | tevens burgemeester van Moerkapelle |
| 1845-1868    | Franciscus Johannes Tollens                   |                    | tevens burgemeester van Moerkapelle |
| 1869-1892    | Pieter Cornelis Stoop                         | Liberale Unie      | vh. burgemeester van Benthuizen, tevens burgemeester van Moerkapelle (1869-1892) en van Zevenhuizen (1874-1892) |
| 1893-1897    | Jan Gijsbert Martinus van Griethuijsen        |                    | vh. gemeentesecretaris van Voorschoten, tevens burgemeester van Moerkapelle, later burgemeester van Oegstgeest en Voorhout |
| 1897-1906    | H.J.H. Modderman                              |                    | vh. volontair ter secretarie te Katwijk, tevens burgemeester van Moerkapelle, later burgemeester van Naaldwijk |
| 1906-1911    | Jhr. Bertram Ph.S.A. Storm van 's-Gravensande | liberaal           | vh. kandidaat-notaris te Scheveningen, later burgemeester van Wassenaar |
| 1911-1918    | Arie Sieling                                  |                    | vh. ambtenaar ter secretaris te Zaltbommel en gemeentesecretaris van Bleiswijk |
| 1919-1948    | Jan Baan Dz                                   | ARP                | vh. ambtenaar ter secretarie te Rijssen |
| 1948-1969    | Jacob (J.) Bakker                             | CHU                | |
| 1969-1977    | F.J. Krop                                     | CHU                | |
| 1977-1993    | Jac. van der Linden                           | KVP / CDA          | |
| 1993-2001    | Cor (C.H.J.) Lamers                           | CDA                | later burgemeester van Houten en Schiedam. |
| 2001-2006    | Jaap (J.W.J.) Wolf                            | PvdA               | Waarnemend. In een deel van dezelfde periode tevens burgemeester van Rozenburg |